# Euchilichthys astatodon
Euchilichthys astatodon és una espècie de peix de la família dels mochòkids i de l'ordre dels siluriformes.

## Morfologia
- Els mascles poden assolir 18,5 cm de longitud total.[1][2]

## Reproducció
És ovípar.

## Hàbitat
És un peix d'aigua dolça i de clima tropical.

## Distribució geogràfica
Es troba a Àfrica: conca del riu Congo a la República Democràtica del Congo i Angola.